# Aleksandr Pogorelov
Aleksandr Gennadjevitsj Pogorelov (Russisch:Александр Геннадьевич Погорелов) (Zjeleznogorsk, Oblast Koersk, 10 januari 1980) is een Russische meerkamper. Hij vertegenwoordigde zijn land op verschillende wereldkampioenschappen en nam tweemaal deel aan de Olympische Spelen.

## Loopbaan
Zijn grootste succes behaalde Pogorelov bij de Europese indoorkampioenschappen van 2005 in Madrid. Toen veroverde hij een zilveren medaille met 6111 punten. Alleen de Tsjech Roman Šebrle bleef hem voor met 6232 punten. Twee jaar later bij dezelfde kampioenschappen moest hij met 6127 punten opnieuw genoegen nemen met een zilveren medaille. Zijn zwakste onderdeel is de 1500 m. Meerdere malen had hij een virtuele podiumplaats in handen en verloor deze in de slotdiscipline.
In 2004 maakte Aleksandr Pogorelov op de Olympische Spelen van Athene zijn olympisch debuut. Hij werd elfde plaats met 8048 punten. Vier jaar later op de Olympische Spelen van 2008 in Peking verging het hem beter en miste hij met 8328 punten op een haar na het podium. Voor hem eindigden Bryan Clay (goud), Andrej Krawtsjanka (zilver) en Leonel Suárez (brons).
Pogorelov is aangesloten bij Dynamo.

## Titels
- Russisch indoorkampioen zevenkamp - 2002, 2006, 2007, 2008

## Persoonlijke records
Outdoor
| Onderdeel            | Prestatie | Datum            | Plaats    |
| -------------------- | --------- | ---------------- | --------- |
| 100 m                | 10,86 s   | 9 augustus 2005  | Helsinki  |
| 400 m                | 50,16 s   | 28 mei 2005      | Götzis    |
| 1500 m               | 4.47,00   | 23 juni 2004     | Toela     |
| 110 m horden         | 14,14 s   | 29 mei 2005      | Götzis    |
| hoogspringen         | 2,15 m    | 23 mei 2002      | Krasnodar |
| polsstokhoogspringen | 5,10 m    | 29 mei 2005      | Götzis    |
| verspringen          | 7,74 m    | 23 mei 2002      | Krasnodar |
| kogelstoten          | 16,65 m   | 19 augustus 2009 | Berlijn   |
| discuswerpen         | 50,17 m   | 1 juni 2008      | Götzis    |
| speerwerpen          | 65,57 m   | 1 juni 2008      | Götzis    |
| tienkamp             | 8528 p    | 20 augustus 2009 | Berlijn   |

Indoor
| Onderdeel            | Prestatie | Datum            | Plaats          |
| -------------------- | --------- | ---------------- | --------------- |
| 60 m                 | 6,90 s    | 4 februari 2006  | Moskou          |
| 400 m                | 52,69 s   | 10 februari 2010 | Stockholm       |
| 1000 m               | 2.52,16   | 31 januari 2007  | Krasnodar       |
| 60 m horden          | 7,93 s    | 5 februari 2006  | Moskou          |
| hoogspringen         | 2,11 m    | 15 maart 2003    | Birmingham      |
| polsstokhoogspringen | 5,10 m    | 15 januari 2006  | Moskou          |
| verspringen          | 7,80 m    | 2 februari 2008  | Sint-Petersburg |
| kogelstoten          | 16,86 m   | 10 januari 2010  | Moskou          |
| zevenkamp            | 6229 p    | 5 februari 2006  | Moskou          |

## Palmares

### zevenkamp
- 2003: 6e WK indoor - 5999 p
- 2004: 6e WK indoor - 6022 p
- 2005:  EK indoor - 6111 p
- 2006: 6e WK indoor - 5910 p
- 2007:  EK indoor - 6127 p
- 2008: DNF WK indoor

### tienkamp
- 2002: 8e EK - 8016 p
- 2003:  Europacup - 7892 p
- 2003: DNF WK
- 2004: 11e OS - 8084 p
- 2005: 5e WK - 8246 p
- 2006: 4e EK - 8245 p
- 2006:  Europacup - 8102 p
- 2008: 4e OS - 8328 p
- 2008:  IAAF World Combined Events Challenge - 24804 p
- 2009:  WK - 8528 p